# Municipio de Cornell (Míchigan)
El municipio de Cornell (en inglés: Cornell Township) es un municipio ubicado en el condado de Delta en el estado estadounidense de Míchigan. En el año 2010 tenía una población de 593 habitantes y una densidad poblacional de 3,81 personas por km².

## Geografía
El municipio de Cornell se encuentra ubicado en las coordenadas 45°55′7″N 87°17′52″O / 45.91861, -87.29778. Según la Oficina del Censo de los Estados Unidos, el municipio tiene una superficie total de 155.82 km², de la cual 154,69 km² corresponden a tierra firme y (0,73 %) 1,13 km² es agua.

## Demografía
Según el censo de 2010, había 593 personas residiendo en el municipio de Cornell. La densidad de población era de 3,81 hab./km². De los 593 habitantes, el municipio de Cornell estaba compuesto por el 97,3 % blancos, el 0,17 % eran afroamericanos, el 1,01 % eran amerindios, el 0,17 % eran asiáticos, el 0,17 % eran de otras razas y el 1,18 % eran de una mezcla de razas. Del total de la población el 0,17 % eran hispanos o latinos de cualquier raza.